# W lasach polskich
W lasach polskich (jid. In pojlisze welder) – polski niemy film fabularny z 1929 w języku jidysz, oparty na powieściach Józefa Opatoszu: „W lasach polskich” oraz „Żydzi walczą o niepodległość Polski”.

## Obsada
- Diana Blumenfeld – jako Rachela
- Silven Rich – jako Mordche
- Mojżesz Lipman – jako Abram
- Helena Gotlib – jako Brajnia
- Abram Ajzenberg – jako pachciarz, ojciec Racheli
- Klara Segałowicz – jako Duszka
- Luba Ditris – jako Ryfkełe
- Tadeusz Wesołowski – jako hrabia Komarowski
- Samuel Landau – jako Józef Strahl
- Róża Soszana – jako Felicja, żona Józefa Strahla
- Aleksander Maniecki – jako leśniczy Marcin
- Dawid Lederman – jako nosiwoda
- Anna Rapel – jako dziewczyna opętana przez Dybuka
- Chaim Sandler – jako weteran
- Jerzy Leszczyński – jako Berek Joselewicz
- Jakub Kurlender – jako Mesjasz
- Szlomo Prisament – jako kabalista Rabbi Icie
- Ajzyk Rotman – jako Rabbi Duwidł
- Dina Szajewicz – jako żona Duwidła
- B. M. Sztejn – jako cadyk z Kocka
- J. Vermont – jako Kahane
- I. Grabowska – jako Wanda
- A. Bożeński – jako Mojżesz
- R. Kamiński – jako Abraham
- H. Openheimówna – jako Rachela
- Liza Barska-Fiszer
- Herman Fiszer
- Zisze Kac
- Zeew Lewi
- Natalia Lipman
- Izak Nożyk